# Ch'ol (taal)
Het Ch'ol is een taal uit de Maya-taalfamilie. Het Ch'ol wordt gesproken door de Ch'ol, die in de Mexicaanse staten Chiapas, Tabasco en Campeche leven. Het Ch'ol heeft 185.300 sprekers.

## Indeling
Het Ch'ol maakt deel uit van de Cholaans-Tzeltalaanse tak van de Mayatalen, haar meest naaste verwant is het Chontal van Tabasco. Het Klassiek Maya wordt wel als oud-Ch'ol gezien, en Ch'ol is dus de taal die het meeste overeenkomsten vertoont met de taal van de klassieke Maya's. Het Ch'ol wordt ingedeeld in twee dialecten, het Ch'ol van Tila met 43.870 sprekers en het Ch'ol van Tumbalá met 90.000. Beide dialecten zijn onderling redelijk goed verstaanbaar.

## Kenmerken
Zoals alle Mayatalen heeft het Ch'ol een SVO-woordvolgorde, is het ergatief en ligt de klemtoon altijd op de laatste lettergreep. Het Ch'ol maakt op grote schaal gebruik van klassewoorden en gebruikt pre- en suffixen om grammaticale verbanden aan te geven.